# Дашинчилен
Дашинчелен (монг. Дашинчилэн) – сомон аймаку Булган, Монголія. Територія 2,6 тис км², населення 2,8 тис. Адміністративний центр – селище Сууж знаходиться на відстані 146 км від Булгану та 220 від Улан-Батора. Є школа, лікарня, культурний та торговельно-культурний центр.

## Рельєф
Найвища точка – гора Іх Арга уул (1685 м). Окрім того територією сомону протікають річки Туул, Харуух. Озера Саван, Цахір, Баян.

## Клімат
Різкоконтинентальний клімат. Середня температура січня -20 градусів, липня +18 градусів. Протягом року в середньому випадає 300 мм опадів.

## Тваринний світ
Водяться кабани, корсаки, вовки, лисиці, зайці. Рослинність польова